# خولیو سوسا
خولیو سوسا (اسپانیایی: Julio Sosa‎؛ ۲ فوریهٔ ۱۹۲۶ – ۲۶ نوامبر ۱۹۶۴) موسیقی‌دان و خواننده اهل اروگوئه بود.